# Titularbistum Pinara
Pinara ist ein Titularbistum der römisch-katholischen Kirche. Es geht zurück auf ein früheres Bistum der antiken Stadt Pinara in der kleinasiatischen Landschaft Lykien im Südwesten der heutigen Türkei, das der Kirchenprovinz Myra angehörte.
| Titularbischöfe von Pinara |                            |                                                                                         |                    |                    |
| Nr.                        | Name                       | Amt                                                                                     | von                | bis                |
| 1                          | Ezequiel Moreno y Díaz OAR | Apostolischer Vikar von Casanare (Kolumbien)                                            | 23. Oktober 1893   | 2. Dezember 1895   |
| 2                          | John Joseph Glennon        | Koadjutorbischof von Kansas City Koadjutorerzbischof von Saint Louis (USA)              | 14. März 1896      | 13. Oktober 1903   |
| 3                          | François-Lazare Seguin MEP | Apostolischer Koadjutorvikar von Kuiceu Apostolischer Vikar von Kuiceu (Republik China) | 23. Februar 1907   | 11. September 1942 |
| 4                          | Leo Binz                   | Koadjutorbischof von Winona (USA)                                                       | 21. November 1942  | 15. Oktober 1949   |
| 5                          | Cándido Rada Senosiáin SDB | emeritierter Bischof von San Carlos de Ancud (Chile)                                    | 22. Dezember 1949  | 31. März 1960      |
| 6                          | Alejandro Menchaca Lira    | emeritierter Bischof von Temuco (Chile)                                                 | 13. September 1960 | 21. Juli 1974      |